# Cerepova, Hmelnîțkîi
Cerepova (în ucraineană Черепова) este un sat în comuna Oleșîn din raionul Hmelnîțkîi, regiunea Hmelnîțkîi, Ucraina.

## Demografie
Componența lingvistică a localității Cerepova
     Ucraineană (99,07%)
     Alte limbi (0,93%)
Conform recensământului din 2001, majoritatea populației localității Cerepova era vorbitoare de ucraineană (99,07%), existând în minoritate și vorbitori de alte limbi.